# Silvanops perforatus
Silvanops perforatus es una especie de coleóptero de la familia Silvanidae.

## Distribución geográfica
Habita en México, Panamá y Guatemala.